# MTV Brand New
MTV Brand New was een digitale tv-zender van ViacomCBS Networks International Benelux, waar vooral veel alternatieve rock en nieuwe muziek wordt gedraaid. De zender kwam in de plaats van TMF Pure, dat overigens later herstart is. Anno 2013 zendt MTV Brand New 24 uur per dag uit. Op 1 februari 2021 is MTV Brand New opgeheven.

## Geschiedenis
De zender werd afgeleid van de hit pan-Europese MTV muziekprogramma brand:new, die in 1999 werd gelanceerd op regionale MTV-zenders. De programma was bekend als mtv:new of brand:new op MTV. De programma richtte voornamelijk op nieuwe muziek releases, videoclips, het introduceren van nieuwe artiesten en bands, interviews en live optredens. Het programma werd omgezet in een stand-alone muziekzender in Italië in 2003. Sindsdien is MTV Networks Europe begonnen om uit gelokaliseerde Brand New kanalen geleidelijk uit te rollen.
In 2006 werd het vlaggenschip van het programma een stand-alone zender in Nederland en Vlaanderen met nieuwe videoclips, alternatief, punk en rock clips 24-uur per dag, zonder enige reclame onderbrekingen. 's avonds zendt het kanaal ook MTV Live-programma's live ook uit. De zender ging op 1 augustus 2006 bij KPN IPTV netwerk, Caiway Kabeltelevisie, UNET Fiber to the Home netwerk en @Home Kabeltelevisie van start. Gevolgd door UPC Nederland op 5 oktober 2006.
Het zenderidentiteit werd ontworpen door de Nederlandse creatieve studio PostPanic.
Op 1 februari 2021 werd MTV Brand New opgeheven. De Nederlandse versie was de laatste nog bestaande MTV Brand New zender.